# Kinetosom

Struktura wici eukariotycznej:
(1) aksonema, (2) błona komórkowa,
(3) transport wewnątrzrzęskowy,
(4) ciałko podstawowe

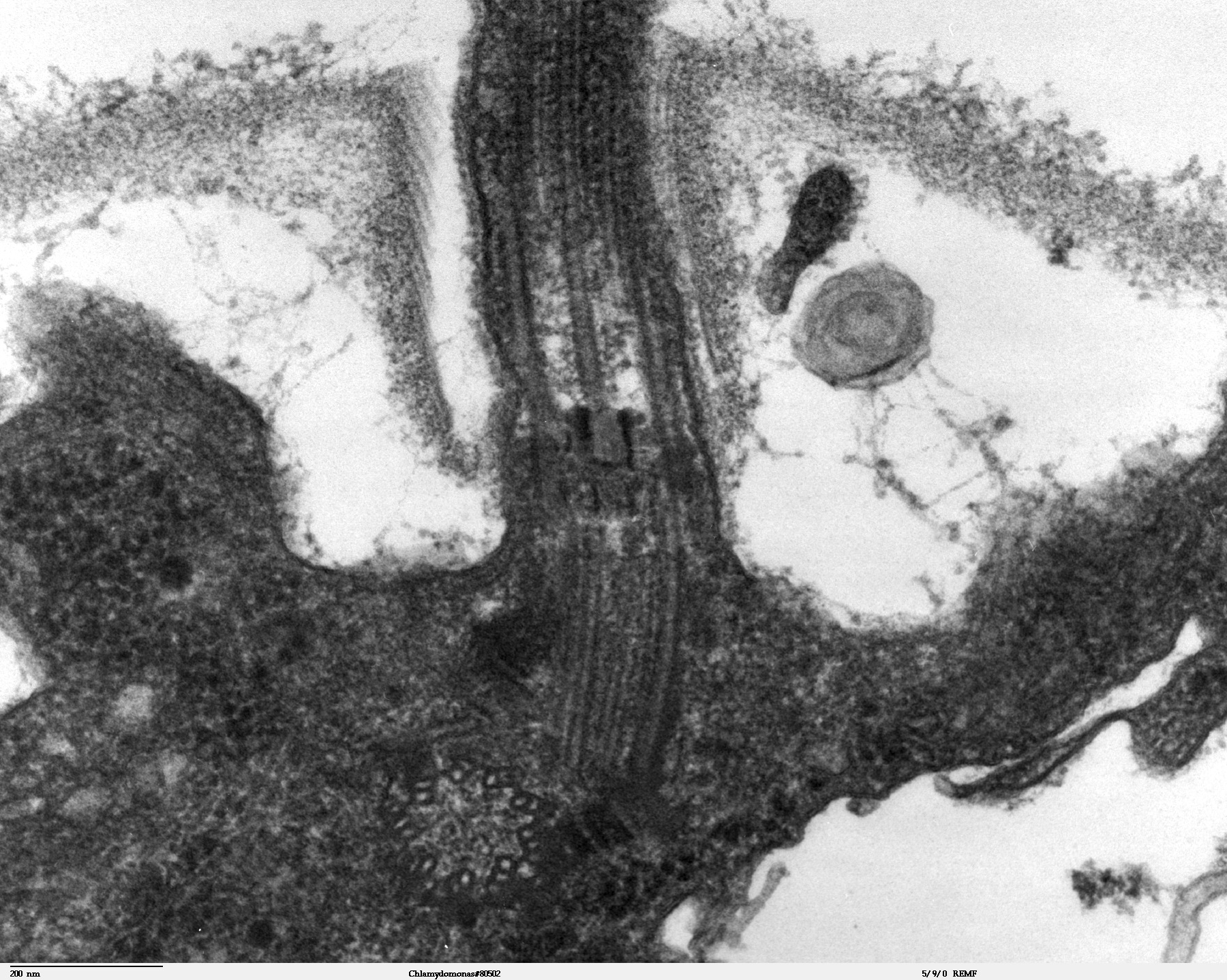
Kinetosom zawłotni (Chlamydomonas) na fotografii z mikroskopu elektronowego

Kinetosom (gr. kinetós ‘ruchomy’, sóma ‘ciało’), ciałko podstawowe – część podstawna pęczku mikrotubul (ułożonych w 9 tripletów odchylonych pod kątem ok. 40°) tworzących wici i rzęski, zanurzona w cytoplazmie komórki, zbudowana z białek, DNA oraz RNA. Jest to twór homologiczny do centrioli, odpowiedzialny za ruch wici oraz rzęsek. Koordynację ruchu umożliwia połączenie kinetosomów systemem neurofibryli. W organizmie ludzkim występuje np. w plemnikach.
Ciałko podstawowe organizmów prokariotycznych (nazywane także rotorem) nie jest homologiczne z ciałkiem podstawowym organizmów eukariotycznych.